# Max Wegner (Fußballspieler)
Max Wegner (* 24. März 1989 in Lübbecke) ist ein deutscher Fußballspieler. Er steht beim SSV Jeddeloh unter Vertrag und ist derzeitiger Kapitän der Niedersachsen.

## Karriere
Max Wegner spielte bis zum Alter von 16 Jahren beim ostwestfälischen FC Lübbecke und im benachbarten Hüllhorst beim SV Schnathorst, bevor er sich 2005 mit der Arminia Bielefeld einem namhafteren Verein anschloss. Nach zwei Jahren bei den Westfalen wechselte er im letzten Juniorenjahr zu Hannover 96, wo er in der A-Jugend-Bundesliga Nord/Nordost spielte.
Sein erstes Seniorenjahr in der U-23 verlief unbefriedigend und er spielte nur viermal in der Regionalliga Nord. 2009 wechselte er zum Ligakonkurrenten SV Wilhelmshaven, wo er trotz schwerer Verletzungen Stammspieler war. Im ersten Jahr zwang ihn ein Sehnenriss im Oberschenkel zu einer verlängerten Winterpause. Und in der Saison 2010/11 kostete ihn ein Syndesmosebandriss den größten Teil der Rückrunde, trotzdem war er mit 13 Treffern in den verbliebenen 23 Partien der erfolgreichste Saisontorschütze der Jadestädter.
Daraufhin wurden die Nachbarn vom SV Werder Bremen auf Wegner aufmerksam und verpflichteten ihn 2011 für ihre zweite Mannschaft in der dritten Liga, wo er einen bis zum 30. Juni 2013 befristeten Vertrag erhielt. Nach einer überzeugenden Vorbereitung, stand er in den ersten fünf Saisonspielen in der Startaufstellung. Die darauffolgende Saison startete für Wegner noch besser, da er in den ersten fünf Ligaspielen acht Tore für die Reservemannschaft des SV Werder Bremen erzielte. Nach einer längeren Verletzungspause wegen eines Meniskusschadens etablierte sich Wegner wieder im U23-Team von Werder. Zum Saisonende wurde der Mittelstürmer wegen Verletzungen einiger Offensiv-Akteure zweimal in den Profi-Kader berufen. In der Saison 2014/15 wurde er mit der zweiten Mannschaft Meister und stieg nach erfolgreichen Aufstiegsspielen mit ihr wieder in die 3. Liga auf.
Nachdem sein Vertrag mit Werder Bremen ausgelaufen war, wechselte er im Sommer 2015 zum Zweitligaabsteiger und Drittligisten FC Erzgebirge Aue. Er erzielte in seiner ersten Saison bei den Veilchen vier Tore in 30 Ligaspielen. Aufgrund mehrerer schwerwiegender Verletzungen kam Wegner in der Saison 2016/17 nur dreimal für den FC Erzgebirge zum Einsatz. Sein zum Saisonende 2017 auslaufender Vertrag wurde nicht verlängert. Im August 2017 unterschrieb Wagner beim Drittligisten Sportfreunde Lotte einen Einjahresvertrag.
Zur Saison 2018/19 wechselte er zum SV Meppen. Für die Niedersachsen konnte er in zehn Spielen keinen Treffer erzielen und fand nach der Verpflichtung von Nick Proschwitz keine Berücksichtigung mehr. Als Konsequenz daraus wurde Wegners Vertrag im Januar 2019 aufgelöst und er schloss sich dem Regionalligisten Rot-Weiss Essen an. In Essen verblieb er jedoch nur bis zur Sommerpause, bevor er sich dem Ligakonkurrenten Fortuna Düsseldorf II für ein Jahr anschloss. Im August 2020 wechselte er zum VfB Oldenburg in die Regionalliga Nord und wurde dort Mannschaftskapitän. In der Saison 2021/2022 erreichte er mit der Mannschaft die Meisterschaft der Regionalliga Nord und setzte sich in zwei Aufstiegsrelegationsspielen zur 3. Fußball-Liga gegen den BFC Dynamo durch. Daraus resultierend spielte er mit der Mannschaft in der Saison 2022/2023 wieder in der dritten Liga. Dort wurde Wegner mit sieben Toren in 32 Einsätzen bester Torschütze der Mannschaft, konnte jedoch den direkten Wiederabstieg zurück in die Regionalliga nicht verhindern.

## Erfolge
- Aufstieg in die 2. Bundesliga: 2016
- Aufstieg in die 3. Liga: 2015, 2022
- Meister der Regionalliga Nord: 2015, 2022